# Griechische Dichter in neuen metrischen Uebersetzungen
Griechische Dichter in neuen metrischen Uebersetzungen ist der Titel einer Übersetzungsreihe, die unter der Redaktion von Gottlieb Lukas Friedrich Tafel (1787–1860), Christian Nathanael Osiander (1781–1855) und Gustav Schwab (1792–1850) von 1830 bis 1871 im Metzler-Verlag in Stuttgart erschien. Die Reihe mit deutschen Übersetzungen von Klassikern der griechischen Literatur umfasst insgesamt 75 Bände. Übersetzer der Reihe waren Ernst Wiedasch, Konrad Schwenk, Johannes Minckwitz, Gustav Ludwig, Christian Nathanael Osiander, Wilhelm Ernst Weber, Carl Friedrich Schnitzer, Friedrich Zimmermann, Christian Friedrich Platz und Georg Thudichum. 
Von Tafel, Osiander und Schwab wurden ebenfalls herausgegeben: Griechische Prosaiker in neuen Uebersetzungen (1–355), Römische Dichter in neuen metrischen Uebersetzungen (1–77) und Römische Prosaiker in neuen Übersetzungen (1–242).

## Übersicht
In der folgenden Liste sind überwiegend die Erstausgaben verzeichnet. Sämtliche Bände der Reihe liegen in Digitalisaten vor.
| Nr. | Autor, Text                                                            | Übersetzer                   | Erscheinungsjahr |
| --- | ---------------------------------------------------------------------- | ---------------------------- | ---------------- |
| 1   | Homer, Odyssee                                                         | Ernst Wiedasch               | 1830             |
| 2   | Homer, Odyssee                                                         | Ernst Wiedasch               | 1830             |
| 3   | Homer, Odyssee                                                         | Ernst Wiedasch               | 1830             |
| 4   | Homer, Odyssee                                                         | Ernst Wiedasch               | 1830             |
| 5   | Homer, Odyssee                                                         | Ernst Wiedasch               | 1830             |
| 6   | Kallimachus, Hymnen und Epigramme                                      | Konrad Schwenk               | 1833             |
| 7   | Sophokles, König Ödipus                                                | Johannes Minckwitz           | 1835             |
| 8   | Sophokles, Antigone                                                    | Johannes Minckwitz           | 1835             |
| 9   | Homer, Ilias                                                           | Ernst Wiedasch               | 1835             |
| 10  | Homer, Ilias                                                           | Ernst Wiedasch               | 1835             |
| 11  | Euripides, Die Phönikerinnen                                           | Gustav Ludwig                | 1837             |
| 12  | Euripides, Iphigenia in Aulis                                          | Gustav Ludwig                | 1837             |
| 13  | Euripides, Iphigenia in Tauri                                          | Gustav Ludwig                | 1837             |
| 14  | Euripides, Alkestis                                                    | Gustav Ludwig                | 1837             |
| 15  | Apollonios Rhodios, Die Argonautenfahrt                                | Christian Nathanael Osiander | 1837             |
| 16  | Apollonios Rhodios, Die Argonautenfahrt                                | Christian Nathanael Osiander | 1837             |
| 17  | Euripides, Hippolytos                                                  | Gustav Ludwig                | 1837             |
| 18  | Euripides, Medea                                                       | Gustav Ludwig                | 1838             |
| 19  | Euripides, Helene                                                      | Gustav Ludwig                | 1838             |
| 20  | Griechische Anthologie 1                                               | Wilhelm Ernst Weber          | 1838             |
| 21  | Aristophanes, Die Wolken                                               | Carl Friedrich Schnitzer     | 1842             |
| 22  | Sophokles, Der rasende Aias                                            | Johannes Minckwitz           | 1842             |
| 23  | Sophokles, Philoktetes                                                 | Johannes Minckwitz           | 1843             |
| 24  | Homer, Ilias                                                           | Ernst Wiedasch               | 1843             |
| 25  | Griechische Anthologie 2                                               | Wilhelm Ernst Weber          | 1851             |
| 26  | Euripides, Hekabe                                                      | Gustav Ludwig                | 1843             |
| 27  | Homer, Ilias                                                           | Ernst Wiedasch               | 1843             |
| 28  | Homer, Ilias                                                           | Ernst Wiedasch               | 1843             |
| 29  | Homer, Ilias                                                           | Ernst Wiedasch               | 1843             |
| 30  | Homer, Ilias                                                           | Ernst Wiedasch               | 1843             |
| 31  | Sophokles, Elektra                                                     | Johannes Minckwitz           | 1844             |
| 32  | Sophokles, Die Trachinierinnen                                         | Johannes Minckwitz           | 1844             |
| 33  | Sophokles, Ödipus auf Kolonos                                          | Johannes Minckwitz           | 1844             |
| 34  | Aeschylos, Die Eumeniden                                               | Johannes Minckwitz           | 1845             |
| 35  | Aeschylos, Der gefesselte Prometheus                                   | Johannes Minckwitz           | 1845             |
| 36  | Aeschylos, Die Perser                                                  | Johannes Minckwitz           | 1845             |
| 37  | Aeschylos, Die Sieben vor Theben                                       | Johannes Minckwitz           | 1845             |
| 38  | Aeschylos, Agamemnon                                                   | Johannes Minckwitz           | 1845             |
| 39  | Aeschylos, Die Todtenspenderinnen                                      | Johannes Minckwitz           | 1845             |
| 40  | Aeschylos, Die Schutzflehenden                                         | Johannes Minckwitz           | 1845             |
| 41  | Euripides, Jon                                                         | Gustav Ludwig                | 1848             |
| 42  | Euripides, Die Bacchen                                                 | Gustav Ludwig                | 1848             |
| 43  | Euripides, Andromache                                                  | Gustav Ludwig                | 1851             |
| 44  | Euripides, Orestes                                                     | Gustav Ludwig                | 1851             |
| 45  | Euripides, Der rasende Herakles                                        | Gustav Ludwig                | 1851             |
| 46  | Aristophanes, Die Frösche                                              | Carl Friedrich Schnitzer     | 1851             |
| 47  | Aristophanes, Die Acharner                                             | Carl Friedrich Schnitzer     | 1851             |
| 48  | Euripides, Elektra                                                     | Gustav Ludwig                | 1852             |
| 49  | Euripides, Die Troerinnen. Die Schutzflehenden                         | Gustav Ludwig                | 1852             |
| 50  | Aristophanes, Die Ritter                                               | Carl Friedrich Schnitzer     | 1852             |
| 51  | Aristophanes, Die Wespen                                               | Carl Friedrich Schnitzer     | 1852             |
| 52  | Euripides, Die Herakliden. Der Kyklop                                  | Gustav Ludwig                | 1852             |
| 53  | Aristophanes, Der Friede                                               | Carl Friedrich Schnitzer     | 1854             |
| 54  | Aristophanes, Die Vögel                                                | Carl Friedrich Schnitzer     | 1854             |
| 55  | Aristophanes, Lysistrate                                               | Carl Friedrich Schnitzer     | 1854             |
| 56  | Aristophanes, Die Weiber am Thesmophorienfeste                         | Carl Friedrich Schnitzer     | 1854             |
| 57  | Aristophanes, Die Weibervolksversammlung                               | Carl Friedrich Schnitzer     | 1854             |
| 58  | Aristophanes, Plutos                                                   | Carl Friedrich Schnitzer     | 1854             |
| 59  | Pindar, Siegesgesänge 1                                                | Gustav Ludwig                | 1856             |
| 60  | Die griechischen Bukoliker 1: Theokrit 1–8                             | Friedrich Zimmermann         | 1856             |
| 61  | Pindar, Siegesgesänge 2                                                | Gustav Ludwig                | 1856             |
| 62  | Die griechischen Bukoliker 2: Theokrit 9–22                            | Friedrich Zimmermann         | 1856             |
| 63  | Pindar, Siegesgesänge 3                                                | Gustav Ludwig                | 1856             |
| 64  | Die griechischen Bukoliker 3: Theokrit 23–30; Epigramme. Bion. Moschos | Friedrich Zimmermann         | 1856             |
| 65  | Quintus von Smyrna, Posthomerica                                       | Christian Friedrich Platz    | 1857             |
| 66  | Quintus von Smyrna, Posthomerica                                       | Christian Friedrich Platz    | 1857             |
| 67  | Griechische Anthologie 3                                               | Georg Thudichum              | 1857             |
| 68  | Griechische Anthologie 4                                               | Georg Thudichum              | 1858             |
| 69  | Quintus von Smyrna, Posthomerica                                       | Christian Friedrich Platz    | 1858             |
| 70  | Griechische Anthologie 5                                               | Georg Thudichum              | 1867             |
| 71  | Griechische Anthologie 6                                               | Georg Thudichum              | 1867             |
| 72  | Griechische Anthologie 7                                               | Georg Thudichum              | 1870             |
| 73  | Griechische Anthologie 8                                               | Georg Thudichum              | 1870             |
| 74  | Griechische Anthologie 9                                               | Georg Thudichum              | 1870             |
| 75  | Homer, Die Homeridischen Dichtungen                                    | Georg Thudichum              | 1870             |